# Жіноча збірна Данії з футболу
Жіноча збірна Данії з футболу (дан. Danmarks kvindefodboldlandshold) — національна збірна Данії з футболу, яка виступає на футбольних турнірах серед жінок. Контролюється Данським футбольним союзом.

## Міжнародні турніри

### Чемпіонат світу
| Рік    | Раунд              | Іг                 | В                  | Н                  | П                  | ЗМ                 | ПМ                 |
| ------ | ------------------ | ------------------ | ------------------ | ------------------ | ------------------ | ------------------ | ------------------ |
| 1991   | чвертьфінал        | 4                  | 1                  | 1                  | 2                  | 7                  | 6                  |
| 1995   | чвертьфінал        | 4                  | 1                  | 0                  | 3                  | 7                  | 8                  |
| 1999   | груповий раунд     | 3                  | 0                  | 0                  | 3                  | 1                  | 8                  |
| 2003   | не кваліфікувалась | не кваліфікувалась | не кваліфікувалась | не кваліфікувалась | не кваліфікувалась | не кваліфікувалась | не кваліфікувалась |
| 2007   | груповий раунд     | 3                  | 1                  | 0                  | 2                  | 4                  | 4                  |
| 2011   | не кваліфікувалась | не кваліфікувалась | не кваліфікувалась | не кваліфікувалась | не кваліфікувалась | не кваліфікувалась | не кваліфікувалась |
| 2015   | не кваліфікувалась | не кваліфікувалась | не кваліфікувалась | не кваліфікувалась | не кваліфікувалась | не кваліфікувалась | не кваліфікувалась |
| 2019   | не кваліфікувалась | не кваліфікувалась | не кваліфікувалась | не кваліфікувалась | не кваліфікувалась | не кваліфікувалась | не кваліфікувалась |
| 2023   | 1/8 фіналу         | 4                  | 2                  | 0                  | 2                  | 3                  | 3                  |
| Усього | 5/9                | 18                 | 5                  | 1                  | 12                 | 22                 | 29                 |

### Олімпійські ігри
| Рік    | Раунд              | Іг                 | В                  | Н                  | П                  | ЗМ                 | ПМ                 |
| ------ | ------------------ | ------------------ | ------------------ | ------------------ | ------------------ | ------------------ | ------------------ |
| 1996   | груповий раунд     | 3                  | 0                  | 0                  | 3                  | 2                  | 11                 |
| 2000   | не кваліфікувалась | не кваліфікувалась | не кваліфікувалась | не кваліфікувалась | не кваліфікувалась | не кваліфікувалась | не кваліфікувалась |
| 2004   | не кваліфікувалась | не кваліфікувалась | не кваліфікувалась | не кваліфікувалась | не кваліфікувалась | не кваліфікувалась | не кваліфікувалась |
| 2008   | не кваліфікувалась | не кваліфікувалась | не кваліфікувалась | не кваліфікувалась | не кваліфікувалась | не кваліфікувалась | не кваліфікувалась |
| 2012   | не кваліфікувалась | не кваліфікувалась | не кваліфікувалась | не кваліфікувалась | не кваліфікувалась | не кваліфікувалась | не кваліфікувалась |
| 2016   | не кваліфікувалась | не кваліфікувалась | не кваліфікувалась | не кваліфікувалась | не кваліфікувалась | не кваліфікувалась | не кваліфікувалась |
| 2020   | не кваліфікувалась | не кваліфікувалась | не кваліфікувалась | не кваліфікувалась | не кваліфікувалась | не кваліфікувалась | не кваліфікувалась |
| 2024   | не кваліфікувалась | не кваліфікувалась | не кваліфікувалась | не кваліфікувалась | не кваліфікувалась | не кваліфікувалась | не кваліфікувалась |
| Усього | 1/8                | 3                  | 0                  | 0                  | 3                  | 2                  | 11                 |

### Чемпіонат Європи
| Рік    | Раунд              | Іг                 | В                  | Н                  | П                  | ЗМ                 | ПМ                 |
| ------ | ------------------ | ------------------ | ------------------ | ------------------ | ------------------ | ------------------ | ------------------ |
| 1984   | півфінал           | 2                  | 0                  | 0                  | 2                  | 1                  | 3                  |
| 1987   | не кваліфікувалась | не кваліфікувалась | не кваліфікувалась | не кваліфікувалась | не кваліфікувалась | не кваліфікувалась | не кваліфікувалась |
| 1989   | не кваліфікувалась | не кваліфікувалась | не кваліфікувалась | не кваліфікувалась | не кваліфікувалась | не кваліфікувалась | не кваліфікувалась |
| 1991   | 3-е місце          | 2                  | 1                  | 1                  | 0                  | 2                  | 1                  |
| 1993   | 3-е місце          | 2                  | 1                  | 0                  | 1                  | 3                  | 2                  |
| 1995   | не кваліфікувалась | не кваліфікувалась | не кваліфікувалась | не кваліфікувалась | не кваліфікувалась | не кваліфікувалась | не кваліфікувалась |
| 1997   | груповий раунд     | 3                  | 0                  | 1                  | 2                  | 2                  | 9                  |
| 2001   | півфінал           | 4                  | 2                  | 0                  | 2                  | 6                  | 6                  |
| 2005   | груповий раунд     | 3                  | 1                  | 1                  | 1                  | 4                  | 4                  |
| 2009   | груповий раунд     | 3                  | 1                  | 0                  | 2                  | 3                  | 4                  |
| 2013   | півфінал           | 5                  | 0                  | 4                  | 1                  | 5                  | 6                  |
| 2017   | віце-чемпіон       | 6                  | 3                  | 1                  | 2                  | 6                  | 6                  |
| 2022   | груповий раунд     | 3                  | 1                  | 0                  | 2                  | 1                  | 5                  |
| 2025   | груповий раунд     | 3                  | 0                  | 0                  | 3                  | 3                  | 6                  |
| Усього | 11/14              | 36                 | 10                 | 8                  | 18                 | 36                 | 52                 |